# Massarosa
Massarosa település Olaszországban, Toszkána régióban, Lucca megyében. Lakosainak száma 21 732 fő (2023. január 1.). Massarosa Camaiore, Vecchiano, Lucca és Viareggio községekkel határos.

## Népesség
A település lakossága az elmúlt években az alábbi módon változott:
| Lakosok száma | 22 477 | 22 430 | 21 732 |
|               | 2017   | 2018   | 2023   |